# Fibroma cardíaco
El fibroma cardíaco, también conocido como fibromatosis cardíaca, hamartoma fibroso cardíaco, hamartoma fibroelástico del corazón y fibroma del corazón, es el segundo tipo más frecuente de tumor cardíaco primario que se observa en bebés y niños. Este tumor benigno formado por tejido conectivo y fibroblastos se observa principalmente en los ventrículos del corazón. El ventrículo izquierdo es la localización más común del fibroma cardíaco y representa aproximadamente el 57% de los casos de fibroma cardíaco, seguido del ventrículo derecho con el 27,5% de los casos. Los síntomas de la enfermedad dependen del tamaño del tumor, su ubicación en relación con el sistema de conducción y si obstruye el flujo sanguíneo. Dos tercios de los niños con este tumor son asintomáticos y no muestran signos ni síntomas. Por lo tanto, la causa del fibroma cardíaco es inexplicable, pero se ha asociado con el síndrome de Gorlin. La ecocardiografía es el principal método de diagnóstico utilizado para detectar si un individuo tiene fibroma cardíaco. Se recomienda la resección del tumor, aunque se realiza un trasplante de corazón si la cirugía no es posible. El pronóstico general de la resección es favorable y la posibilidad de recidiva es escasa.

## Signos y síntomas
Los signos y síntomas del fibroma cardíaco son inespecíficos; algunos individuos experimentan arritmias, disnea, cianosis, dolor torácico y mortalidad súbita.[1] Además, la mayoría de los individuos con fibroma cardíaco son asintomáticos, por lo que los signos y síntomas dependen del tamaño y la ubicación del tumor. Los tumores varían desde milímetros hasta tumores extensos en el rango de 12,5 x 10,0 x 8,5 cm. Por ejemplo, los individuos con tumores más grandes debido al fibroma cardíaco que incluyen el sistema de conducción del corazón pueden demostrar disritmias cardíacas como síntoma.

## Causa
La causa del fibroma cardíaco sigue siendo desconocida. Sin embargo, se ha descubierto que algunos tumores están asociados al síndrome de Gorlin, también conocido como síndrome de carcinoma basocelular nevoide (NBCCS por sus siglas en inglés). El NBCCS es una condición genética que afecta a varias partes del cuerpo y aumenta la posibilidad de adquirir distintos tumores cancerosos y no cancerosos.

## Mecanismo
El mecanismo que subyace a los fibromas cardíacos aún no está claro. Los fibromas tienen una masa homogénea de fibroblastos mezclada con una abundancia de colágeno y fibras elásticas. Estas masas representan un crecimiento mesenquimal, pero carecen de otros elementos mesenquimales, como los vasos sanguíneos, el hueso cartilaginoso y el músculo. Estas masas suelen atrapar a los cardiomiocitos, que son las células musculares que componen el músculo cardíaco; las células disminuyen mientras que el contenido de colágeno aumenta en estas masas. El crecimiento de los fibromas cardíacos también es lento y produce efectos físicos perjudiciales. Esto se debe a la infiltración y sustitución del miocardio que sobresale en la cavidad del corazón. Estos tumores suelen producirse dentro de la pared anterior del ventrículo izquierdo o del tabique interventricular y rara vez afectan al ventrículo derecho. Los fibromas grandes sobresalen en la cavidad de la cámara, interfiriendo en las funciones de las válvulas cardíacas y en el flujo sanguíneo a través del corazón. Cuando el ventrículo izquierdo está obstruido, el tracto de salida puede dar lugar a un diagnóstico fallido de estenosis subaórtica congénita. Además, puede provocar una insuficiencia cardíaca congestiva grave. Los fibromas cardíacos pueden presentar agregados de linfocitos y monocitos, así como áreas de calcificación, que se muestran en una radiografía de tórax o en una TC. Las dimensiones de estas masas y su localización provocan síntomas clínicos.

## Diagnóstico
El diagnóstico temprano y preciso del fibroma cardíaco puede conducir a la curación y evitar la cirugía. La ecocardiografía es el método inicial preferido para el diagnóstico del fibroma cardíaco. Esto se debe a que los exámenes no son invasivos, tienen un coste reducido y están ampliamente disponibles. La ecocardiografía muestra el aspecto morfológico, la región y el movimiento del tumor. Por otro lado, también se realizan exámenes adicionales como la tomografía computarizada (TC) y la resonancia magnética (RM) para obtener información diagnóstica adicional. El examen por TC proporciona una resolución espacial precisa del tumor, mientras que la IRM ofrece una visión global de la caracterización del tejido y no expone al paciente a la radiación. La biopsia del tumor se utiliza en el fibroma cardíaco como el estándar de oro para confirmar el diagnóstico de un paciente con fibroma cardíaco. La historia médica familiar y el examen físico de un individuo también se utilizan como método de diagnóstico, se concluye el examen minucioso del corazón junto con la detección cuidadosa de cualquier sonido cardíaco anormal.

## Tratamiento
El fibroma cardíaco suele tratarse mediante procedimientos de escisión quirúrgica. La extirpación del tumor cardíaco requiere una cirugía a corazón abierto. Durante la cirugía, se extirpa el tumor y los tejidos que lo rodean para reducir el riesgo de que el tumor vuelva a aparecer. La recuperación tras la cirugía es de entre 4 y 5 días en el hospital y de 6 semanas en total. Se realiza un ecocardiograma cada año después de la cirugía para asegurarse de que el tumor no ha vuelto a aparecer ni se ha formado ningún nuevo crecimiento. Por otro lado, si la cirugía no es posible, se requiere un trasplante de corazón.

## Pronóstico
Los fibromas cardíacos en la infancia que no se pueden extirpar quirúrgicamente debido al tamaño y a la extensa infiltración miocárdica, tienen un mal pronóstico. Esto se debe a la elevada relación entre el tamaño del tumor y el del corazón, que puede producir un bajo gasto cardíaco y, como resultado, llevar a un peor pronóstico. Sin embargo, los tumores que se pueden extirpar quirúrgicamente, incluso de forma incompleta, tienen un buen pronóstico. La supervivencia a largo plazo después de la resección quirúrgica es favorable, y la posibilidad de recidiva apenas se reporta.

## Epidemiología
Los fibromas cardíacos representan entre el 12% y el 16% de los tumores cardíacos primarios en los niños. Por lo tanto, lo convierten en el segundo tumor cardíaco benigno más común en los niños. Sin embargo, rara vez se ha encontrado en adultos, sino principalmente en bebés menores de un año.

## Direcciones de investigación

### Estudio de la literatura sobre la epidemiología y la patología del fibroma cardíaco
Durante este estudio, los investigadores buscaron en las bases de datos de la literatura sobre el fibroma cardíaco para encontrar los factores que predicen los malos resultados que conducen a la muerte. Los investigadores descubrieron que los pacientes que no sobrevivieron eran significativamente más jóvenes que los que sobrevivieron. Estos resultados sugieren que los individuos más jóvenes diagnosticados de fibroma cardíaco se asocian a un peor resultado. Los investigadores no encontraron diferencias significativas entre el diámetro máximo del tumor entre los grupos de edad. Sin embargo, aunque los individuos más jóvenes tienen un corazón más pequeño, la elevada relación entre el tamaño del tumor y el corazón puede generar un bajo gasto cardíaco, lo que conduce a un mal resultado. Además, la literatura reveló que 18 de los 178 pacientes con fibroma cardíaco fueron diagnosticados durante los períodos prenatal y neonatal, lo que hace que el tumor tenga un tamaño determinado independientemente de la edad del niño. Estos hallazgos sugieren que los fibromas cardíacos pueden ser un trastorno congénito.
Excisión quirúrgica con éxito de un gran fibroma cardíaco en una niña asintomática:
Una niña de 3 años, que estaba asintomática, fue sometida a una escisión quirúrgica exitosa de un gran fibroma cardíaco. La persona tenía tos frecuente, por lo que se sometió a varios exámenes diagnósticos para diagnosticar la causa de su tos frecuente. Se encontró una masa cardíaca en el ecocardiograma y posteriormente se confirmó mediante resonancia magnética (RM). La masa cardíaca se monitorizó y, tras 24 horas, mostró ritmos sinusales de variabilidad normal. Además, las dimensiones de la masa eran de 38 X 28 mm en la zona apical del ventrículo izquierdo. Se recomendó una intervención quirúrgica debido al riesgo de arritmias ventriculares y muerte súbita cardíaca. La cirugía fue un éxito y los médicos pudieron extirpar todo el tumor sin ninguna complicación. Las evaluaciones de seguimiento a los seis meses y al año mostraron al paciente en buen estado de salud y sin signos de recidiva tumoral.

### Tumores cardíacos primarios en niños: La experiencia de un centro
El Departamento de Cirugía Cardíaca del Hospital Infantil de China realizó un estudio para analizar las diferentes características y resultados de los pacientes pediátricos con tumores cardíacos primarios tratados en su centro. Todos los pacientes fueron diagnosticados mediante ecocardiografía, IRM y TC. A 15 de los 16 pacientes se les pudo extirpar la masa con éxito y a un paciente se le hizo una resección parcial. Sin embargo, un paciente falleció durante la cirugía debido al síndrome de bajo gasto cardíaco después de cinco días de su cirugía inicial para extirpar su masa. El examen patológico de las masas cardíacas mostró que el rabdomioma es el tumor más frecuente en los niños, seguido por el mixoma y los fibromas; la morbilidad de los rabdomiomas y los fibromas fue mayor en la infancia, mientras que los mixomas fueron más frecuentes en los niños mayores.